# Tuliper de la Xina
El Tuliper de la Xina (Liriodendron chinense) és un arbre de la família de les magnoliàcies originari del centre i sur de la Xina i el Vietnam. Del llatí chinensis-e, de la Xina.

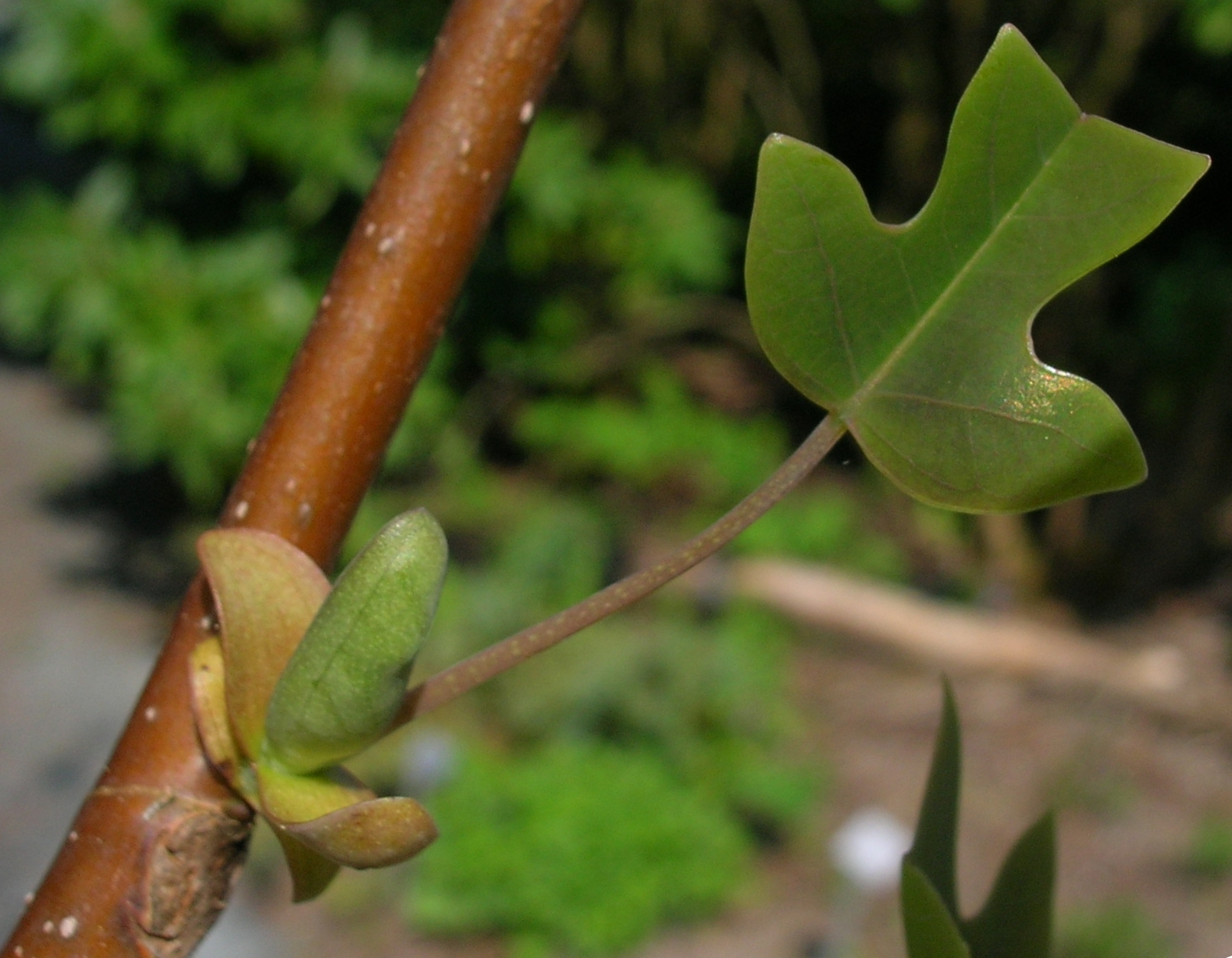
fulles

## Descripció
Arbre caducifoli de port mitjà, de capçada estretament cònica o columnar i compacta que pot assolir fins a 25 m d'alçada a la seva zona d'origen. Es tracta d'una espècie de creixement ràpid que prefereix sòls àcids de textura franca, profunds, humits o frescos, i situacions assolellades.

L'escorça és d'un color gris, llisa quan l'arbre és jove i profundament surcada quan madura.

Les fulles es desenvolupen d'una forma peculiar i tenen una forma característica. Són simples, alternes, lobulades, amb quatre lòbuls acuminats, dos d'ells molt propers a la base, amb un àpex curiosament retallat. Pecíol d'uns 5-10 cm de longitud, i làmina de la fulla d'uns 7-18 cm. L'anvers és de color verd brillant, i el revers és d'un verd més pàl·lid, blavós. A la tardor l'arbre es vesteix d'un color groc daurat espectacular, just abans de caure les fulles.

Les flors són solitàries, inodores, en forma de copa, d'uns 2-4 cm de longitud. Són d'un color verd pàl·lid i és difícil localitzar-les entre les fulles.

### Fibres de cel·lulosa
Les fibres de cel·lulosa d'aquest gènere d'arbres mesuren uns 20 nanòmetres de diàmetre, posant-les en una categoria entre les fibres més fines en fustes dures (uns 15 nanòmetres), i les fibres gruixudes en les fustes toves (uns 25 nanòmetres). Aquesta estructura única contribueix a la gran capacitat d'aquests arbres per capturar i emmagatzemar carboni, fins a sis vegades més que altres espècies.